# Pseudaugochlora piscatoria
Pseudaugochlora piscatoria är en biart som först beskrevs av Cockerell 1910.  Pseudaugochlora piscatoria ingår i släktet Pseudaugochlora och familjen vägbin. Inga underarter finns listade i Catalogue of Life.